# ضفيرة مساريقية سفلية
الضفيرة المساريقية السفلية وتُشتق بشكل رئيسي من الضفيرة الأبهرية، وتلتف الضفيرة المساريقية السفلية حول الشريان المساريقي السفلي، وتنقسم إلى عدد من الضفائر الثانوية، التي تتوزع على جميع الأجزاء التي يغذيها الشريان، أي الضفيرة القولونية اليسرى والضفيرة السينية، التي تغذي الأجزاء النازلة والسينية من القولون، والضفيرة الباسورية العلوية، التي تغذي المستقيم وتنضم في الحوض إلى فروع من الضفائر الحوضية.

## صور إضافية

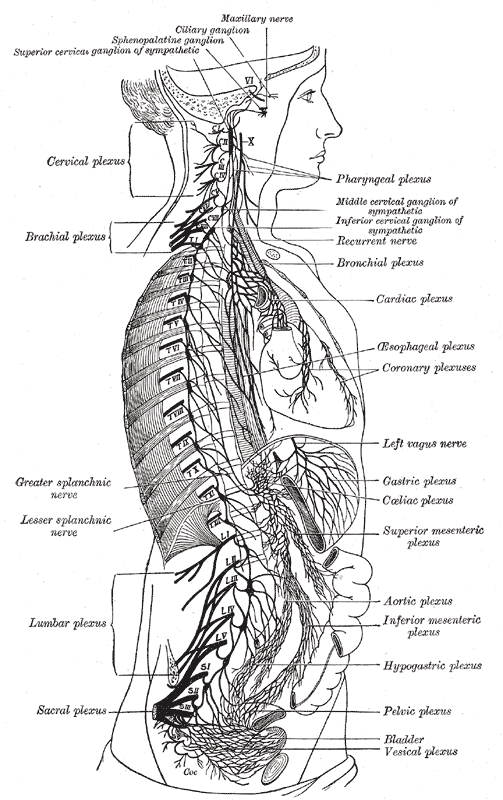
السلسلة الودية واتصالاتها بالضفائر الصدرية، البطنية، والحوضية.
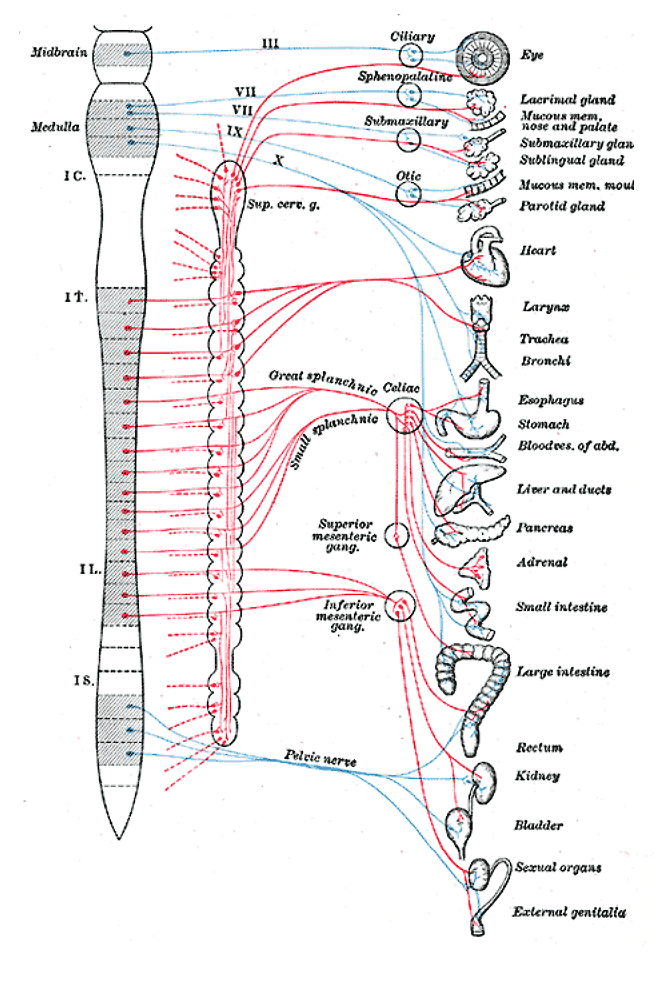
رسم تخطيطي للجهاز العصبي الودي الصادر.